# Руссель де Курси, Анри
Анри Руссель де Курси (фр. Henri Roussel de Courcy; 1827—1887) — французский военачальник, дивизионный генерал.
Был губернатором Нанси в 1881 году, командовал экспедиционным корпусом в Тонкин в 1885—1886 годах.

## Биография
Родился 30 мая 1827 года в Орлеане. Сын виконта Пьера Леона Русселя де Курси, капитана кавалерии и главного юрисконсульта департамента Сена и Марна, и баронессы Луизы Джулии Адели Неверли.
С 27 ноября 1844 года обучался в Особой военной школе Сен-Сир, 2 класса которой окончил. Был выпущен в 25-й пехотный полк в звании младшего лейтенанта 1 октября 1846 года. До звания лейтенанта был повышен 19 июля 1849 года. Принимал участие в военной кампании в Италии с 1 июля 1849 года по 31 августа 1849 года. Затем принимал участие в экспедиции в Африке со 2 ноября 1850 года по 18 февраля 1854 года, где получил звание капитана (29 декабря 1853 года). Воевал в Крымской войне с 12 сентября 1855 года по 19 июня 1856 года, затем снова участвовал в итальянской кампании (с 21 февраля 1858 года по 14 октября 1861 года). Во время неё был командиром батальона 25-го пехотного полка.
В 1857 году женился на Марии-Матильде Генриетте (1837—1912), дочери графа де Гойона (под командованием генерала де Гойона де Курси служил адъютантом в 1858 году). У них родились дети:
- Луиза Руссель де Курси (1858—1876),
- Тереза Руссель де Курси (1859—1877),
- Анри Руссель де Курси (1862—1936).

Умер 8 ноября 1887 года в Париже.

## Награды
- Награждён орденом Св. Георгия 4-й степени (16 апреля 1878) и орденом Св. Анны 1-й степени (1879).
- Кавалер Ордена Почётного легиона четырёх степеней (1858, 1963, 1875, 1884); также награждён орденами Орден Пия IX 3-го класса, Орден Меджидие 5-го класса, Мексиканским имперским орденом[англ.], Орден Леопольда I (командор).